# コミックサイト
コミックサイト（ComicSite）は、1999年から2015年まで山口県を中心に開催されていたオールジャンル型の同人誌即売会である。運営はコミュニティサイトが行っていた。なお、イベント名は英語表記となっていた。
1999年4月29日、山口県長門市にある長門ウェーブのウェーブホールで開催されたComicSite長門1を皮切りに、以後山口県内や周辺各県を巡回するように開催されていたが、最終的には下関市、宇部市、防府市での開催に落ち着いた。
最盛期には200スペース程のサークル参加者数を集めていたが、末期は30～40スペース前後となっていた。
また、同団体はコスプレとパフォーマンス中心イベントのStageSiteも主催し3回ほど開催された。
しかしながら、スタッフの高齢化と社会的環境の変化によりイベントの継続開催が困難になった事から2015年12月23日に防府市のアスピラート2階展示ホールで開催されたComicSite防府31を最後に16年間（イベント準備期間を含めると17年間）の歴史に幕を閉じた。